# マルティン・カルデロン
マルティン・マヌエル・カルデロン・ゴメス（Martín Manuel Calderón Gómez、1999年3月1日 - ）は、スペイン・ヘレス・デ・ラ・フロンテーラ出身のサッカー選手。アトレティコ・サンルケーニョCF所属。ポジションはミッドフィールダー。

## クラブ経歴
2021年7月27日、カディスCFと3年契約を結んだ。
2022年1月6日、セグンダ・ディビシオンのCDミランデスへシーズン終了までの契約でレンタルされることが決まった。